# Pfeffingen BL
| BL ist das Kürzel für den Kanton Basel-Landschaft in der Schweiz. Es wird verwendet, um Verwechslungen mit anderen Einträgen des Namens Pfeffingen zu vermeiden. |

Pfeffingen (schweizerdeutsch: Pfäffige [ˈp͡fæfːiɡə]) ist eine politische Gemeinde im Bezirk Arlesheim des Kantons Basel-Landschaft in der Schweiz.

## Geographie
Pfeffingen liegt am südlichsten Ende des Birseck am Nordhang des Blauen auf 392 m ü. M. Die Nachbargemeinden sind Aesch, Ettingen, Blauen, Nenzlingen, Grellingen und Duggingen. Die Fläche des Gemeindegebiets beträgt 489 Hektaren, davon sind 52 % Wald, 33 % Landwirtschaftsfläche, 14 % Siedlungen und 1 % unproduktive Fläche.

## Geschichte
Erstmals urkundlich bezeugt wurde der Name des Dorfes als Feffingen im Jahr 1135.

## Wappen
Silberner Untergrund, blauer waagrechter Balken mit aufgesetzter halber Lilie. Dies ist das Wappen der Edelknechte Wider, welche im 14.  und 15. Jahrhundert die Herrschaft Pfeffingen verwalteten.

## Bevölkerung
37 % der Bevölkerung sind römisch-katholisch, 26 % reformiert. Der Ausländeranteil beträgt 14,2 %.

## Politik
Gemeindepräsident ist Ruben Perren (parteilos, Stand 2025).
Bei den Schweizer Parlamentswahlen 2023 betrugen die Wähleranteile in Pfeffingen: SVP 33,3 % (2019 30,3 %), SP 25,8 % (22,9 %), FDP 19,5 % (24,6 %), Mitte 15,0 % (13,0 %), Grüne 8,4 % (12,0 %), glp 5,2 % (5,1 %), EVP 1,2 % (1,4 %), EDU 0,2 % (–).

## Verkehr
Die Gemeinde ist mittels der BLT-Buslinie 65 mit der Wendeschlaufe der Trambahnlinie 11 in Aesch und mit dem Bahnhof Dornach-Arlesheim an der S-Bahn-Linie 3 und der Trambahnlinie 10 verbunden.

## Sehenswürdigkeiten
- Ruine Pfeffingen aus dem 12. Jahrhundert
- Burgruinen Schalberg, Münchsberg und Engenstein
- Katholische Kirche St. Martin, gotische Kirche aus dem 14. Jahrhundert

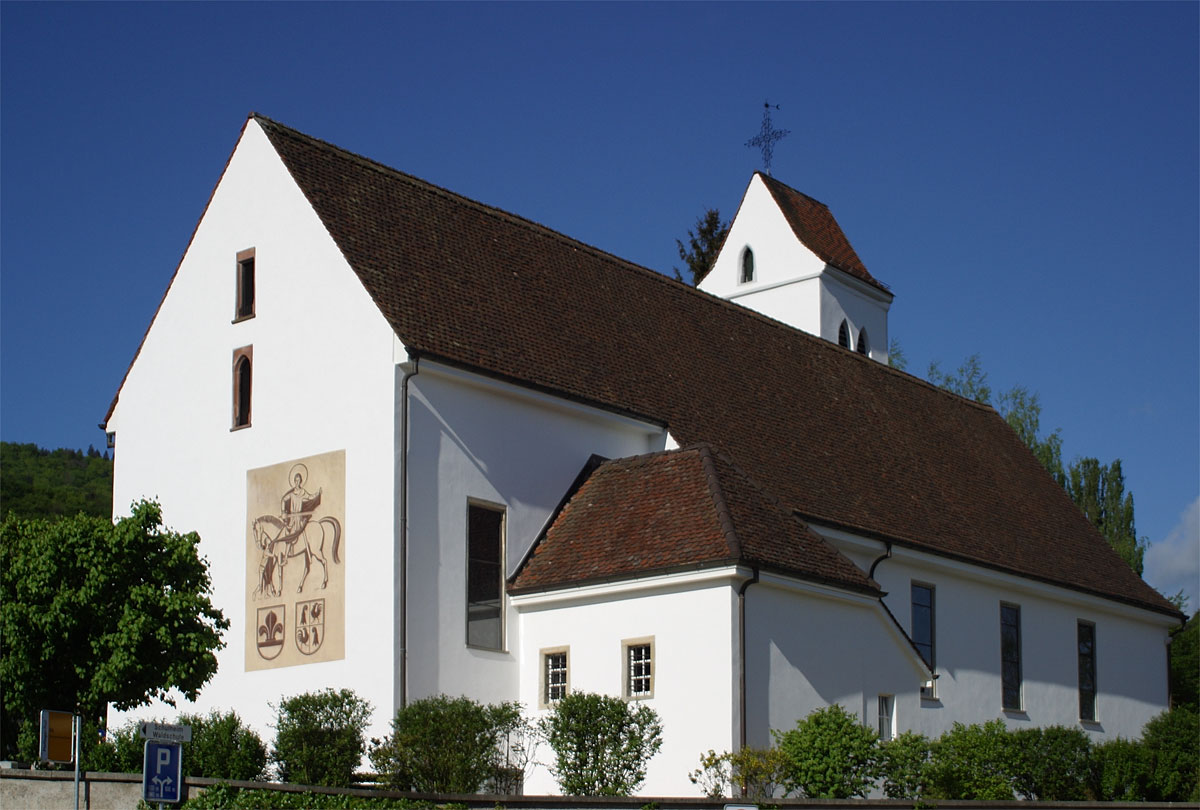
Kirche
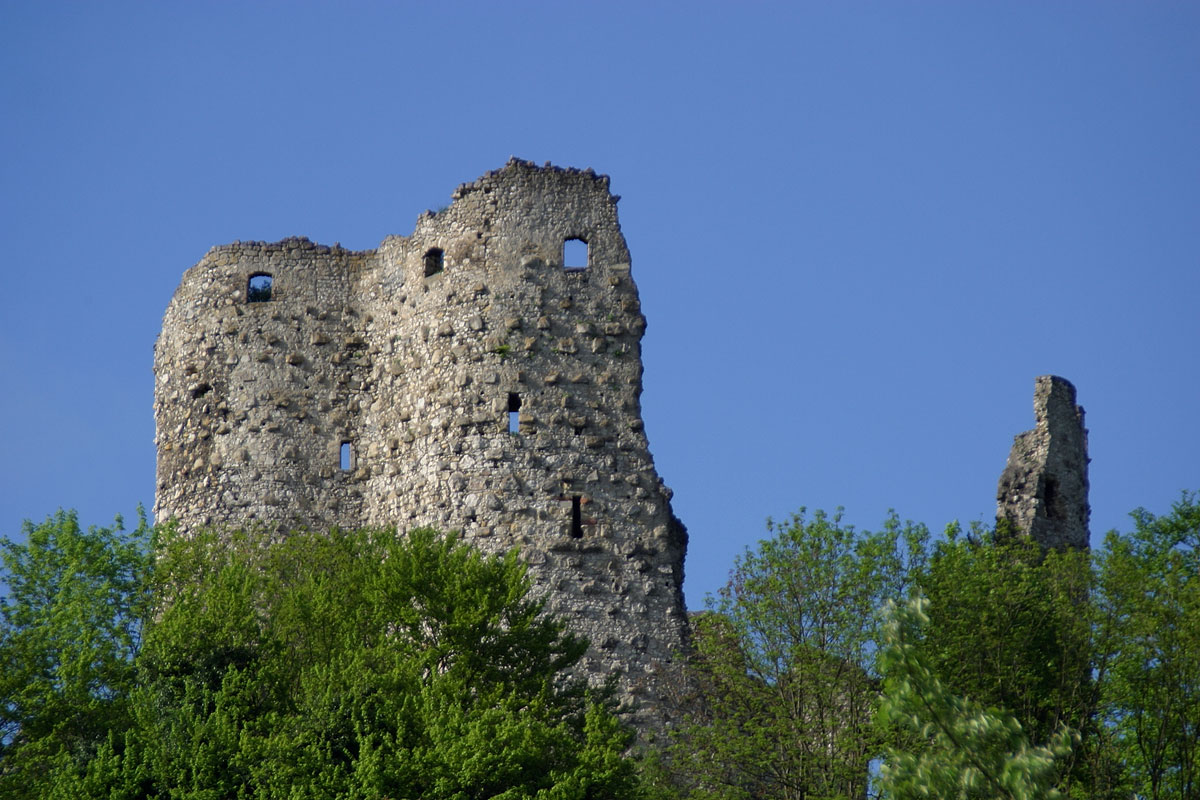
Ruine Pfeffingen
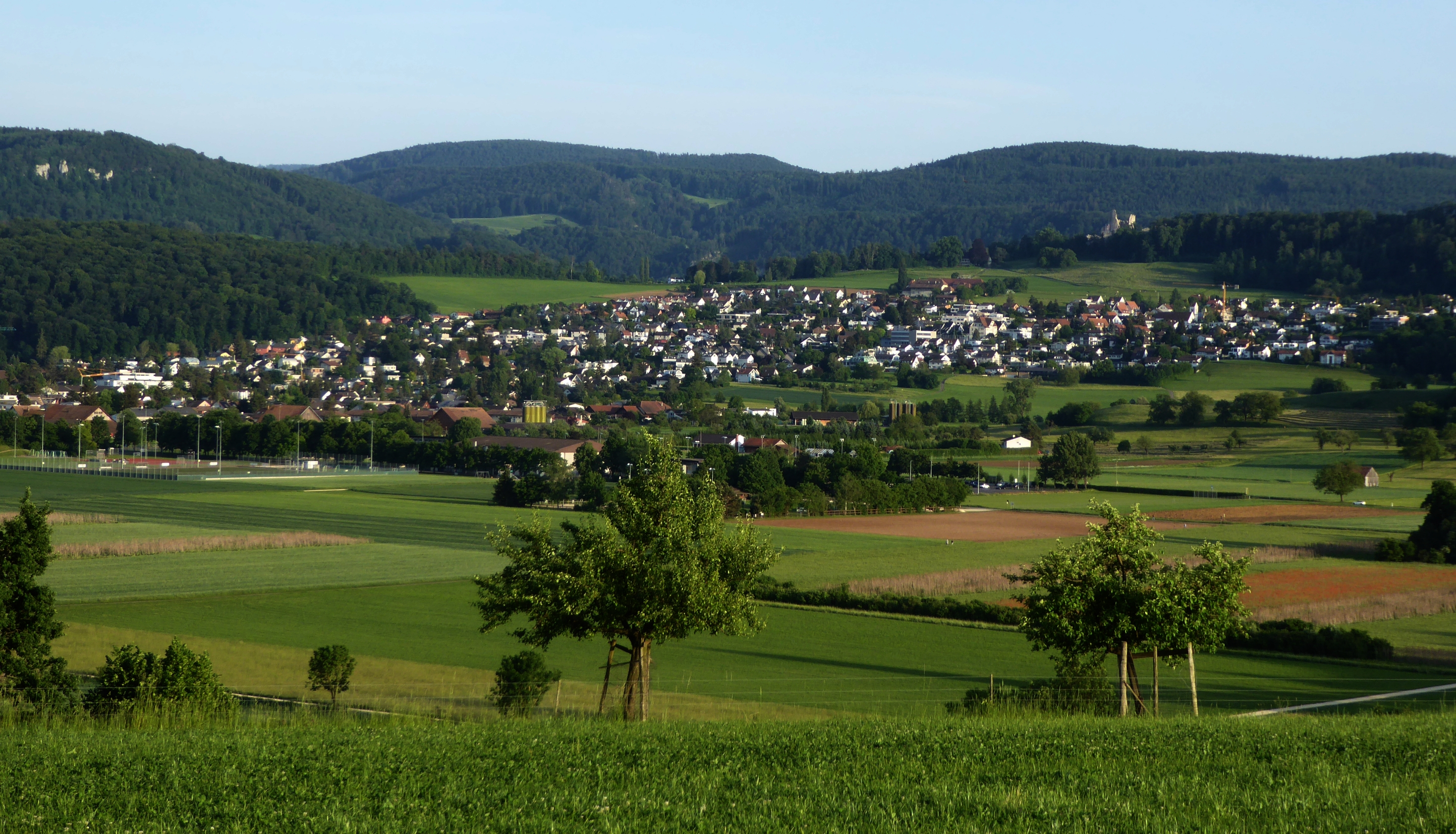
Panorama. Pfeffingen.

## Sport
Die Volleyball-Frauen des Sm’Aesch Pfeffingen spielen in der ersten nationalen Schweizer Liga (NLA).

## Persönlichkeiten
- Marco Agostini (* 1964), Landrat (Grüne)
- René Gilliéron (1922–1998), Primarlehrer, Lokalhistoriker, Mundartdichter und Ehrenbürger von Pfeffingen